# Alexandrine Mathilde von Württemberg

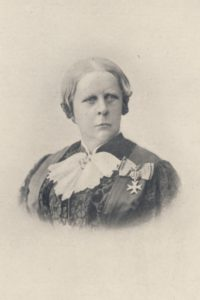
Alexandrine Mathilde von Württemberg

Alexandrine Mathilde von Württemberg (* 16. Dezember 1829 in Carlsruhe, Schlesien; † 2. September 1913 ebd.) war eine Herzogin von Württemberg, Wohltäterin und Äbtissin des adeligen Damenstiftes in Oberstenfeld.

## Herkunft und Leben
Herzog Eugen von Württemberg heiratete 1817 seine erste Frau Mathilde zu Waldeck-Pyrmont (* 1801, † 1825), aus dieser Ehe gingen drei Kinder hervor. Nachdem seine erste Ehefrau bei der Geburt des dritten Kindes verstorben war, entschloss sich der Herzog zu einer zweiten Ehe. Deshalb heiratete er am 11. September 1827 Prinzessin Helene zu Hohenlohe-Langenburg (* 1807, † 1880). Aus dieser Verbindung gingen vier Kinder hervor:
- Wilhelm von Württemberg (* 1828, † 1896)
- Alexandrine Mathilde von Württemberg (* 1829, † 1913)
- Nikolaus von Württemberg (* 1833, † 1903) ⚭ (1868) seine Nichte: Prinzessin Wilhelmine von Württemberg (* 1844, † 1892)
- Agnes von Württemberg (* 1835, † 1886) ⚭ (1858) Fürst Heinrich XIV Reuß jüngere Linie (* 1832, † 1913)

Alexandrine Mathilde von Württemberg wurde am 16. Dezember 1829 als erste Tochter des Herzogs Eugen von Württemberg und dessen zweiter Ehefrau Prinzessin Helene zu Hohenlohe-Langenburg in schlesischen Carlsruhe geboren. Bereits der Taufname des Mädchens weist auf enge Beziehungen der Familie zu Russland hin. So war der Vater, Herzog Eugen ein Vetter ersten Grades mit den russischen Zaren Alexander I. und Nikolaus I. Aber auch zu anderen Dynastien unterhielt dieser Zweig der königlichen Familie freundschaftliche und familiäre Beziehungen. So war Alexandrines Großvater Eugen Friedrich von Württemberg der Bruder des – in russischen Diensten als General der Kavallerie stehenden – Herzogs Ludwig von Württemberg, Maria Dorotheas Vater, die mit dem Palatin von Ungarn Erzherzog Joseph von Österreich glücklich verheiratet war.

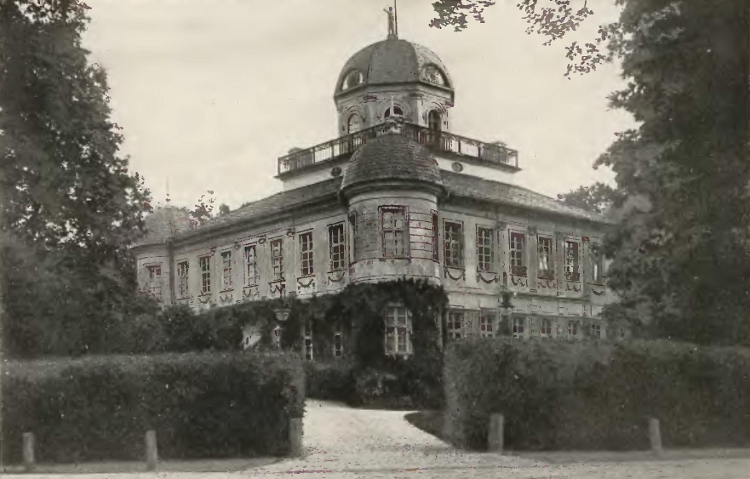
Carlsruhe, Schloss (1945 zerstört)

Die Mutter, Prinzessin Helene kümmerte sich rührend nicht nur um ihre eigenen vier Kinder, sondern auch um die beiden (lebenden) Kinder Marie und Eugen Erdmann aus der ersten Ehe des Herzogs Eugen. Nach Möglichkeit erzog sie alle ihre Kinder selbst, ein Hinweis für ein intaktes Familienleben. Zahlreiche Briefe sind aus dieser Zeit erhalten geblieben. Als junges Mädchen dürfte Alexandrine Mathilde ziemlich unordentlich gewesen sein, da sie von ihrer Mutter ständig ermahnt wird „bescheiden, fleissig und ordentlich zu sein und ihre Kleider zu schonen“. Musik und Literatur spielten in Familienleben eine ziemlich große Rolle. In jener Zeit war auch Carl Maria von Weber öfters Gast bei der Familie in Carlsruhe. Aber das Familiendomizil war auch ein beliebter Versammlungsort bedeutender Literaten die Alexandrine Mathilde zum Lesen und Schreiben inspirieren. Sie wurde auch zum Erlernen von Fremdsprachen angehalten und sie erlernte Englisch und Französisch, wobei sie das Französische besser schrieb, als das Englische.
Alexandrine Mathilde war den Kindern ihrer verheirateten Geschwister herzlich zugetan; sie selbst hegte jedoch keinen Wunsch nach eigenen Kindern und ebenfalls zeigte sie wenig Neigung sich einen Ehemann zu suchen und selbst zu heiraten. Deshalb blieb sie zeitlebens unverheiratet. Diese Einstellung teilte sie offenbar mit ihrem Lieblingsbruder Wilhelm, der ebenfalls unverheiratet blieb und dem sie den Wunsch ihrer Mutter zufolge ab 1880 in Carlsruhe den Haushalt führte.
Die Jahre 1857/58 bedeuten einen großen Schnitt in ihrem Leben. Mit dem Tod des schon länger kranken Vaters – der nicht nur von Alexandrine Mathilde und ihrer Mutter schmerzlich vermisst wurde – ging das Majorat Carlsruhe an ihren Halbbruder Eugen Erdmann über. Gemeinsam mit ihrer Mutter unternahm sie zahlreiche Badekuren (Bad Cudowa, Franzensbad) sowie Reisen in die Wärme des Südens, vor allem nach Italien und Frankreich.
1874 wurde die inzwischen 45-jährige Alexandrine Mathilde von König Karl von Württemberg zur Äbtissin von Stift Oberstenfeld bei Marbach ernannt. Ob sie auf diese „Versorgung“ als unverheiratetes Mitglied des württembergischen Königshauses tatsächlich angewiesen war, darf indes bezweifelt werden. Ihre Versorgung nach dem Tod ihrer Eltern war teilweise schon durch das württembergische Hausgesetz geregelt, und aus der bereits 1828 für die Kinder angelegten „Geschwisterkasse“ von ihrer Mutter Helene, deren Universalerbin sie 1880 zudem werden sollte, kam noch einmal der zehnfache Betrag hinzu. Jahre später erhielt sie darüber hinaus eine jährliche Rente aus der Königin Charlotte-Mathilde-Stiftung.
Gleich nach ihrer Amtsübernahme als Äbtissin betätigte sie sich als Wohltäterin der Gemeinde: Neben einer großzügigen finanziellen Unterstützung stellte sie für die 1875 eingeweihte neugegründete Kleinkinderschule in ihrem Damenstift zwei Zimmer zur Verfügung. Auch in späteren Jahren öffnete sie immer wieder ihren Geldbeutel – im Hageljahr 1905, beim Bau der Wasserleitung 1909, für den Krankenpflegeverein, zur Anschaffung einer neuen Fahne für den ihren Namen tragenden Militärverein, um nur einige Beispiele zu nennen.
Zwischen den Jahren 1888 und 1891 erfolgten während ihrer Amtszeit als Äbtissin umfangreiche Renovierungsarbeiten in der Stiftskirche statt. Im Wesentlichen wurde die Kirche „entbarockisiert“, zahlreiche Elemente des Barock wurden aus der Kirche entfernt und durch neoromanische Bauelemente ersetzt. Ihrer Initiative ist es jedoch zu verdanken, dass das wertvolle barocke Seitenportal von 1735 nicht zertrümmert, sondern weiter nach hinten versetzt wurde und somit erhalten blieb.
Auch in ihrer Vaterstadt Carlsruhe war sie wegen ihrer Wohltätigkeit nicht nur Stadtbekannt, sondern ausgesprochen auch beliebt bei der einheimischen Bevölkerung.
Ihre beiden letzten Lebensjahre verbrachte sie krankheitsbedingt und seit einiger Zeit „gänzlich gelähmt“ in Carlsruhe, wo sie am 2. September 1913 verstarb und drei Tage später wunschgemäß als letzte Vertreterin des Hauses Württemberg neben ihren Eltern in der Familiengruft in der Sophienkirche beigesetzt wurde.

## Vorfahren
| Ahnentafel Alexandrine Mathilde von Württemberg  | Ahnentafel Alexandrine Mathilde von Württemberg                                                                                     | Ahnentafel Alexandrine Mathilde von Württemberg                                                                                     | Ahnentafel Alexandrine Mathilde von Württemberg                                                                    | Ahnentafel Alexandrine Mathilde von Württemberg                                                                    | Ahnentafel Alexandrine Mathilde von Württemberg                                                                        | Ahnentafel Alexandrine Mathilde von Württemberg                                                                        | Ahnentafel Alexandrine Mathilde von Württemberg                                                                  | Ahnentafel Alexandrine Mathilde von Württemberg                                                                  |
| ------------------------------------------------ | --- | --- | --- | --- | --- | --- | --- | --- |
| Urgroßeltern                                     | Herzog Friedrich Eugen von Württemberg (1732–1797) ⚭ 1753 Prinzessin Friederike Dorothea Sophia von Brandenburg-Schwedt (1736–1798) | Herzog Friedrich Eugen von Württemberg (1732–1797) ⚭ 1753 Prinzessin Friederike Dorothea Sophia von Brandenburg-Schwedt (1736–1798) | Prinz Christian Carl zu Stolberg-Gedern (1726–1789) ⚭ 1760 Gräfin Eleonore Reuß zu Lobenstein (1736–1782)          | Prinz Christian Carl zu Stolberg-Gedern (1726–1789) ⚭ 1760 Gräfin Eleonore Reuß zu Lobenstein (1736–1782)          | Fürst Christian Albrecht zu Hohenlohe-Langenburg (1726–1789) ⚭ 1761 Prinzessin Caroline zu Stolberg-Gedern (1732–1796) | Fürst Christian Albrecht zu Hohenlohe-Langenburg (1726–1789) ⚭ 1761 Prinzessin Caroline zu Stolberg-Gedern (1732–1796) | Graf Johann Christian zu Solms-Baruth (1733–1800) ⚭ 1767 Gräfin Friederike Louise Reuß zu Köstritz (1748–1798)   | Graf Johann Christian zu Solms-Baruth (1733–1800) ⚭ 1767 Gräfin Friederike Louise Reuß zu Köstritz (1748–1798)   |
| Großeltern                                       | Herzog Eugen Friedrich Heinrich von Württemberg (1758–1822) ⚭ 1787 Prinzessin Luise zu Stolberg-Gedern (1764–1834)                  | Herzog Eugen Friedrich Heinrich von Württemberg (1758–1822) ⚭ 1787 Prinzessin Luise zu Stolberg-Gedern (1764–1834)                  | Herzog Eugen Friedrich Heinrich von Württemberg (1758–1822) ⚭ 1787 Prinzessin Luise zu Stolberg-Gedern (1764–1834) | Herzog Eugen Friedrich Heinrich von Württemberg (1758–1822) ⚭ 1787 Prinzessin Luise zu Stolberg-Gedern (1764–1834) | Fürst Karl Ludwig zu Hohenlohe-Langenburg (1762–1825) ⚭ 1789 Gräfin Amalie Henriette zu Solms-Baruth (1768–1847)       | Fürst Karl Ludwig zu Hohenlohe-Langenburg (1762–1825) ⚭ 1789 Gräfin Amalie Henriette zu Solms-Baruth (1768–1847)       | Fürst Karl Ludwig zu Hohenlohe-Langenburg (1762–1825) ⚭ 1789 Gräfin Amalie Henriette zu Solms-Baruth (1768–1847) | Fürst Karl Ludwig zu Hohenlohe-Langenburg (1762–1825) ⚭ 1789 Gräfin Amalie Henriette zu Solms-Baruth (1768–1847) |
| Eltern                                           | Prinz Eugen von Württemberg (1788–1857) ⚭ 1827 Prinzessin Helene zu Hohenlohe-Langenburg (1807–1880)                                | Prinz Eugen von Württemberg (1788–1857) ⚭ 1827 Prinzessin Helene zu Hohenlohe-Langenburg (1807–1880)                                | Prinz Eugen von Württemberg (1788–1857) ⚭ 1827 Prinzessin Helene zu Hohenlohe-Langenburg (1807–1880)               | Prinz Eugen von Württemberg (1788–1857) ⚭ 1827 Prinzessin Helene zu Hohenlohe-Langenburg (1807–1880)               | Prinz Eugen von Württemberg (1788–1857) ⚭ 1827 Prinzessin Helene zu Hohenlohe-Langenburg (1807–1880)                   | Prinz Eugen von Württemberg (1788–1857) ⚭ 1827 Prinzessin Helene zu Hohenlohe-Langenburg (1807–1880)                   | Prinz Eugen von Württemberg (1788–1857) ⚭ 1827 Prinzessin Helene zu Hohenlohe-Langenburg (1807–1880)             | Prinz Eugen von Württemberg (1788–1857) ⚭ 1827 Prinzessin Helene zu Hohenlohe-Langenburg (1807–1880)             |
| Alexandrine Mathilde von Württemberg (1829–1913) | | | | | | | | |